# 陽南面
陽南面（：／ Yangnam myeon */?）是大韩民国庆尚北道庆州市下辖的一个面。

## 主要设施
- 月城原子力發電所